# Rūmeh
Rūmeh (persiska: رومه) är en ort i Iran.   Den ligger i provinsen Khorasan, i den östra delen av landet, 900 km sydost om huvudstaden Teheran. Rūmeh ligger 1 499 meter över havet och antalet invånare är 341.
Terrängen runt Rūmeh är platt åt sydost, men åt nordväst är den kuperad. Trakten runt Rūmeh är nära nog obefolkad, med mindre än två invånare per kvadratkilometer. Närmaste större samhälle är Meyqān, 10,8 km söder om Rūmeh. Trakten runt Rūmeh är ofruktbar med lite eller ingen växtlighet.